# Альбіорікс (супутник)
Альбіорікс (лат. Albiorix) — тридцятий за віддаленістю від планети природний супутник Сатурна. Він був відкритий 12 грудня 2000 року Метью Холманом і Тімоті Б. Спаром і отримав тимчасове позначення S/2000 S 11.
Назву супутник отримав у 2003 році. У кельтській міфології Альбіорікс — гігант, який вважався царем світу, відоміший як Тоутатіс, ототожнювався з римським Марсом.
Супутник має діаметр близько 32 кілометрів і обертається на відстані близько 16 401,6 тис. км від Сатурна, має період обертання 784,226 днів.
Супутники Альбіорікс, Бефінд, Ерріпо і Тарвос утворюють кельтську групу супутників Сатурна (нахил орбіти ~34°, ексцентриситет 0,4—0,5). Альбіорікс є найбільшим у групі.

## Корисні посилання
- Циркуляр МАС № 7545: Відкриття Альбіорікса(англ.)
- Циркуляр МАС № 8177: Назви нових супутників великих і малих планет [Архівовано 8 червня 2020 у Wayback Machine.](англ.)